# Luca Marini
Luca Marini (sinh năm 1997) là một tay đua mô tô người Ý. Luca Marini từng đoạt danh hiệu Á quân giải đua xe Moto2 năm 2020 và nhiều lần lên podium thể thức MotoGP. Năm 2023 Marini thi đấu MotoGP cho đội đua VR46.
Luca Marini là em trai cùng mẹ khác cha của Valentino Rossi.

## Sự nghiệp
Trước năm 2016, Luca Marini tham gia các giải đua trẻ và tham gia đặc cách một vài chặng đua của giải Moto3 và Moto2 nhưng thành tích không quá nổi bật.

### Moto2 (2016-2020)
Luca Marini chính thức thi đấu chuyên nghiệp từ năm 2016 ở giải đua xe Moto2. Kết quả thi đấu của Marini được cải thiện rõ rệt qua mỗi năm. Năm 2018, Marini giành được chiến thắng thể thức Moto2 đầu tiên ở chặng đua Malaysia. 
Năm 2020, Marini lọt vào nhóm tay đua có thể cạnh tranh danh hiệu vô địch, có thời điểm dẫn đầu bảng tổng sắp. Tuy nhiên ở những chặng đua cuối cùng, Marini lại không có kết quả tốt, để mất chức vô địch vào tay Enea Bastianini.

### MotoGP (2021-nay)
Năm 2021 Luca Marini và Enea Bastianini đều được lên thi đấu thể thức MotoGP và trở thành đồng đội của nhau ở đội đua Avintia Racing. Đây là mùa giải mà Marini thi đấu ổn định, hoàn thành tất cả chặng đua nhưng không có được nhiều kết quả đột phá như đồng đội Bastianini. Đây cũng là mùa giải MotoGP duy nhất mà Marini được thi đấu với người anh trai cùng mẹ khác cha Valentino Rossi, người sẽ giải nghệ sau khi mùa giải 2021 kết thúc. 
Năm 2022, Valentino Rossi đăng ký cho đội đua VR46 của anh tham gia MotoGP. Luca Marini và Marco Bezzecchi trở thành hai tay đua chính của đội. Ở chặng đua MotoGP Americas 2023 Luca Marini có lần đầu tiên lên podium thể thức MotoGP. Trước đó ở chặng đua Argentina thì Marini cũng có lần đầu tiên đoạt huy chương đồng ở cuộc đua Sprint race.

## Thống kê

### Theo năm
| Năm       | Thể thức  | Xe        | Đội đua                 | Số chặng | Chiến thắng | Podium | Pole | FLap | Điểm | Xếp hạng |
| --------- | --------- | --------- | ----------------------- | -------- | ----------- | ------ | ---- | ---- | ---- | -------- |
| 2013      | Moto3     | FTR Honda | Twelve Racing           | 1        | 0           | 0      | 0    | 0    | 0    | NC       |
| 2015      | Moto2     | Kalex     | Pons Racing Junior Team | 1        | 0           | 0      | 0    | 0    | 0    | NC       |
| 2016      | Moto2     | Kalex     | Forward Racing Team     | 18       | 0           | 0      | 0    | 1    | 34   | 23rd     |
| 2017      | Moto2     | Kalex     | Forward Racing Team     | 16       | 0           | 0      | 0    | 0    | 59   | 15th     |
| 2018      | Moto2     | Kalex     | Sky Racing Team VR46    | 18       | 1           | 5      | 2    | 1    | 147  | 7th      |
| 2019      | Moto2     | Kalex     | Sky Racing Team VR46    | 19       | 2           | 4      | 1    | 2    | 190  | 6th      |
| 2020      | Moto2     | Kalex     | Sky Racing Team VR46    | 15       | 3           | 6      | 2    | 1    | 196  | 2nd      |
| 2021      | MotoGP    | Ducati    | Sky VR46 Avintia        | 18       | 0           | 0      | 0    | 0    | 41   | 19th     |
| 2022      | MotoGP    | Ducati    | Mooney VR46 Racing Team | 20       | 0           | 0      | 0    | 1    | 120  | 12th     |
| 2023      | MotoGP    | Ducati    | Mooney VR46 Racing Team | 17       | 0           | 2      | 2    | 0    | 194* | 7th*     |
| Tổng cộng | Tổng cộng | Tổng cộng | Tổng cộng               | 143      | 6           | 17     | 7    | 6    | 981  |          |

### Theo thể thức
| Thể thức  | Năm            | Chặng đua đầu tiên | Podium đầu tiên | Chiến thắng đầu tiên | Số chặng | Chiến thắng | Podiums | Pole | FLap | Điểm | Vô địch |
| --------- | -------------- | ------------------ | --------------- | -------------------- | -------- | ----------- | ------- | ---- | ---- | ---- | ------- |
| Moto3     | 2013           | 2013 San Marino    |                 |                      | 1        | 0           | 0       | 0    | 0    | 0    | 0       |
| Moto2     | 2015–2020      | 2015 San Marino    | 2018 Germany    | 2018 Malaysia        | 87       | 6           | 15      | 5    | 5    | 626  | 0       |
| MotoGP    | 2021–nay       | 2021 Qatar         | 2023 Americas   |                      | 55       | 0           | 2       | 2    | 1    | 355  | 0       |
| Tổng cộng | 2013, 2015–nay | 2013, 2015–nay     | 2013, 2015–nay  | 2013, 2015–nay       | 143      | 6           | 17      | 7    | 6    | 981  | 0       |

### Kết quả chi tiết
(Ghi chú) (Tên chặng đua được in đậm có nghĩa là tay đua giành được pole ở chặng đua đó. Tên chặng đua được in nghiêng có nghĩa là tay đua giành được fastest lap ở chặng đua đó)
| Năm  | Thể thức | Xe        | 1       | 2      | 3       | 4       | 5        | 6       | 7       | 8       | 9       | 10     | 11      | 12      | 13      | 14      | 15       | 16     | 17      | 18      | 19      | 20    | Chung cuộc | Điểm |
| ---- | -------- | --------- | ------- | ------ | ------- | ------- | -------- | ------- | ------- | ------- | ------- | ------ | ------- | ------- | ------- | ------- | -------- | ------ | ------- | ------- | ------- | ----- | ---------- | ---- |
| 2013 | Moto3    | FTR Honda | QAT     | AME    | SPA     | FRA     | ITA      | CAT     | NED     | GER     | IND     | CZE    | GBR     | RSM Ret | ARA     | MAL     | AUS      | JPN    | VAL     |         |         |       | NC         | 0    |
| 2015 | Moto2    | Kalex     | QAT     | AME    | ARG     | SPA     | FRA      | ITA     | CAT     | NED     | GER     | IND    | CZE     | GBR     | RSM 21  | ARA     | JPN      | AUS    | MAL     | VAL     |         |       | NC         | 0    |
| 2016 | Moto2    | Kalex     | QAT 10  | ARG 18 | AME Ret | SPA 16  | FRA 12   | ITA Ret | CAT Ret | NED Ret | GER 6   | AUT 17 | CZE Ret | GBR Ret | RSM 13  | ARA 25  | JPN 12   | AUS 16 | MAL 9   | VAL 22  |         |       | 23rd       | 34   |
| 2017 | Moto2    | Kalex     | QAT 6   | ARG 12 | AME 10  | SPA 5   | FRA Ret  | ITA 6   | CAT DNS | NED Ret | GER DNS | CZE 4  | AUT Ret | GBR 11  | RSM Ret | ARA Ret | JPN Ret  | AUS 23 | MAL Ret | VAL 23  |         |       | 15th       | 59   |
| 2018 | Moto2    | Kalex     | QAT 9   | ARG 16 | AME 13  | SPA Ret | FRA Ret  | ITA 7   | CAT 17  | NED 8   | GER 3   | CZE 2  | AUT 3   | GBR C   | RSM Ret | ARA 11  | THA 2    | JPN 9  | AUS 5   | MAL 1   | VAL Ret |       | 7th        | 147  |
| 2019 | Moto2    | Kalex     | QAT 8   | ARG 7  | AME 6   | SPA 8   | FRA 13   | ITA 2   | CAT 6   | NED 3   | GER 10  | CZE 5  | AUT Ret | GBR 9   | RSM 11  | ARA 4   | THA 1    | JPN 1  | AUS Ret | MAL 10  | VAL 8   |       | 6th        | 190  |
| 2020 | Moto2    | Kalex     | QAT Ret | SPA 1  | ANC 2   | CZE 4   | AUT 2    | STY 7   | RSM 1   | EMI 4   | CAT 1   | FRA 17 | ARA Ret | TER 11  | EUR 6   | VAL 5   | POR 2    |        |         |         |         |       | 2nd        | 196  |
| 2021 | MotoGP   | Ducati    | QAT 16  | DOH 18 | POR 12  | SPA 15  | FRA 12   | ITA 17  | CAT 12  | GER 15  | NED 18  | STY 14 | AUT 5   | GBR 15  | ARA 20  | RSM 19  | AME 14   | EMI 9  | ALR 12  | VAL 17  |         |       | 19th       | 41   |
| 2022 | MotoGP   | Ducati    | QAT 13  | INA 14 | ARG 11  | AME 17  | POR 12   | SPA 16  | FRA 9   | ITA 6   | CAT 6   | GER 5  | NED 17  | GBR 12  | AUT 4   | RSM 4   | ARA 7    | JPN 6  | THA 23  | AUS 6   | MAL Ret | VAL 7 | 12th       | 120  |
| 2023 | MotoGP   | Ducati    | POR Ret | ARG 83 | AME 27  | SPA 6   | FRA Ret4 | ITA 45  | GER 54  | NED 7   | GBR 7   | AUT 4  | CAT 11  | RSM 97  | IND DNS | JPN     | INA Ret2 | AUS 12 | THA 73  | MAL 109 | QAT 3   | VAL   | 7th*       | 194* |

* Mùa giải đang diễn ra.